# Dichocrocis rubritinctalis
Dichocrocis rubritinctalis là một loài bướm đêm trong họ Crambidae.